# Platyrhabdus nervellator
Platyrhabdus nervellator là một loài tò vò trong họ Ichneumonidae.